# Gefecht in Gernsbach
Heckerzug (13. bis 27. April 1848):
Scheideck – Günterstal – Freiburg – Dossenbach
Struve-Putsch (21. bis 25. September 1848):    
Staufen
Badischer Militäraufstand (9. Mai bis 23. Juli 1849):
Heppenheim – Weinheim – Wald-Michelbach – Ludwigshafen – Käfertal – Ladenburg I – Hirschhorn – Waghäusel – Ladenburg II – Sinsheim – Ubstadt – Durlach – Murglinie – Gernsbach – Rastatt
Das Gefecht in Gernsbach war eines der Gefechte an der Murglinie am 29. Juni 1849 während der Badischen Revolution. Die an der Murg verschanzte badisch-pfälzische Revolutionsarmee versuchte die von Norden vorstoßenden preußischen Bundestruppen aufzuhalten. Bei Gernsbach gelang diesen ein Durchbruch. In der Folge begann der Rückzug der badischen Revolutionsarmee in die Schweiz, preußische Truppen konnten die Festung Rastatt belagern und nach drei Wochen zur Kapitulation bringen.

## Vorgeschichte
Als die vom Frankfurter Parlament beschlossene Reichsverfassung von den größeren Bundesstaaten abgelehnt wurde und der preußische König Friedrich Wilhelm IV. die Kaiserkrone ablehnte, entbrannten 1849 erneut die Aufstände. Anlass dazu war die Meuterei in der Festung Rastatt am 11. Mai 1849. Danach wurde in Offenburg eine provisorische Regierung gebildet, die Offenburger Versammlung. Als oberste Behörde im Bezirksamt Gernsbach wurde die Provisorische Zentralgewalt für das Murgtal in Gernsbach gegründet. Ihr gehörten der Bürgermeister und der Gemeinderat der Stadt an. Sie versuchten mit der provisorischen Regierung die bestehende Ruhe und Ordnung beizubehalten. Auf dem Schloss Eberstein versammelten sich Bürger und ehemalige Beamte, um die Bevölkerung von den revolutionären Gedanken abzubringen. Der Großherzog Leopold war nach Germersheim bzw. in die Festung Mainz geflohen und rief die Bundestruppen zu Hilfe, nun bahnte sich eine Konfrontation an.
Nach Niederlagen in Gefechten bei Waghäusel und Durlach ließ Ludwik Mierosławski, der Befehlshaber der Revolutionstruppen, eine neue Verteidigungslinie entlang der Murg an der schmalsten Stelle Badens aufbauen. Deren Eckpfeiler waren im Westen die Festung Rastatt und im Südosten, an der Landesgrenze zu Württemberg, die Stadt Gernsbach. Die reguläre Badische Armee, unterstützt durch pfälzische Freischärler unter Oberst Blenker, Volkswehren, Turner- und Arbeiterbataillone und Freiwillige Abenteurer aus vielen Ländern, dazu republikanische Freischaren um Friedrich Engels und Karl Schurz, war in vier Divisionen mit 13.000 Mann bei Rastatt, Kuppenheim, Rotenfels und Gernsbach aufgestellt. Ihnen gegenüber standen zwei improvisierte preußische Armeekorps und das Bundeskorps aus württembergischen, hessischen, nassauischen, mecklenburgischen und bayerischen Truppen mit 60.000 Mann. Die Bürger Gernsbachs flohen großteils in die umliegenden Wälder. Am Abend des 26. Juni 1849 zogen die pfälzischen Freischaren in die Stadt ein, sie wurden laufend verstärkt durch Freiwillige aus dem Murgtal.

## Das Gefecht
Am 29. Juni gegen Mittag rückten die Bundestruppen über das im Osten angrenzende württembergische Gebiet vor. Die Neutralität des württembergischen Königs Wilhelm I. war gebrochen. Bei Loffenau überquerten sie die badische Grenze, konnten jedoch nicht in die Stadt eindringen. Sie nahmen sie daher vom Norden und Süden in die Zange und durchschritten schließlich die Murg, nachdem die Freischaren die Verteidigung nicht aufrechterhalten konnten. Unter zahlreichen Verlusten und mit Bränden zogen sich die Kämpfe bis zum Abend hin, die Stadt wurde besetzt. Wer konnte, floh und auch die Helfer sahen sich dazu gezwungen, da die Behörden nun mit harten Strafen vorgingen. Die Gernsbacher hatten letztlich keine Vorteile, die Revolutionäre mussten versorgt werden, danach plünderten die Bundestruppen und die Stadt nahm großen Schaden vor allem durch die Brände. 29 Menschen starben bei den Kämpfen, davon sechs Bürger der Stadt. 

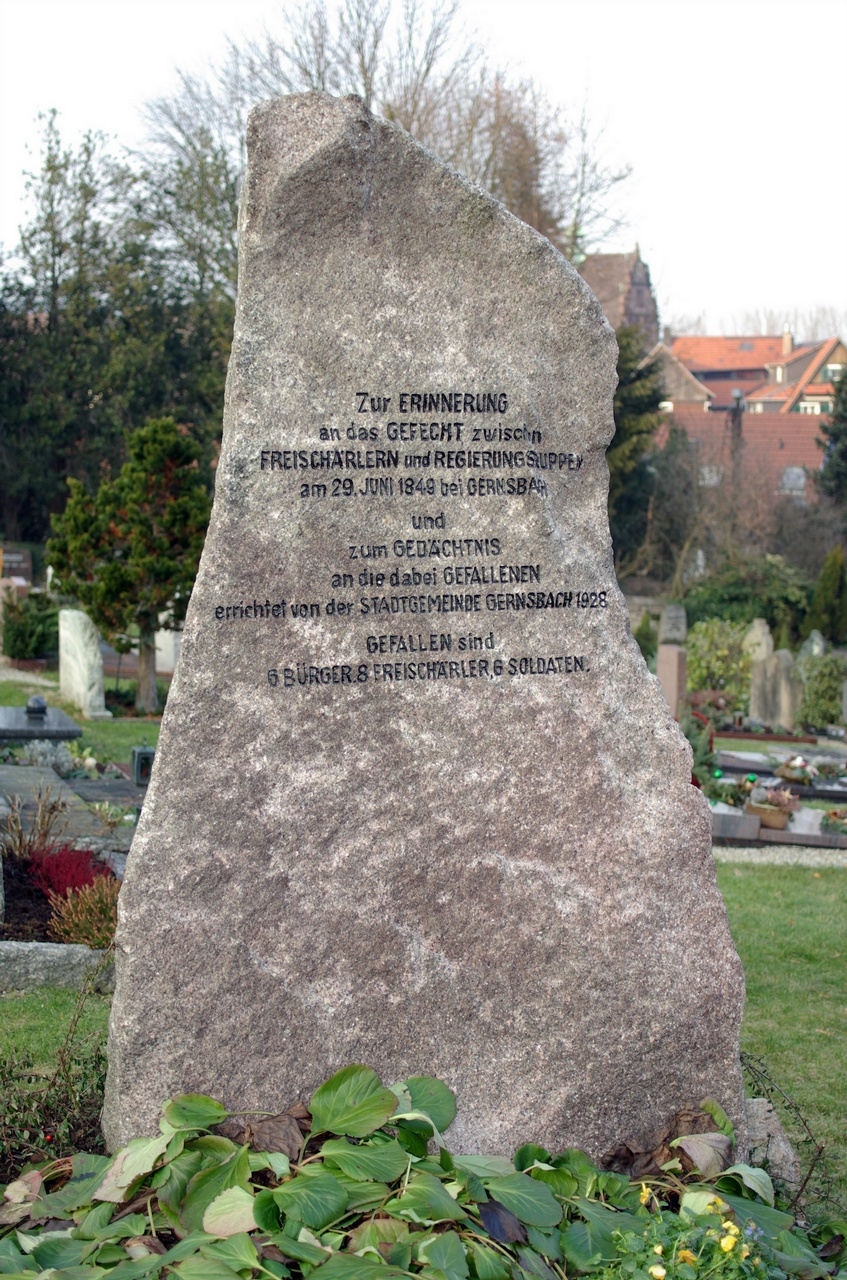
Gedenkstein an das Gefecht in Gernsbach

## Gedenken
1922 errichtete die Stadt auf dem evangelischen Friedhof einen Gedenkstein. Die Gefallenen der Bundestruppen wurden ehrenvoll auf dem dazu neugeschaffenen katholischen Friedhof bestattet; die Grabsteine bestehen noch. Ein Freischärlergrab befindet sich in der Nähe der Illert-Kapelle. Die Brunnenröhren des Marktplatzbrunnens sollen aus Gewehrläufen der Freischärler gefertigt sein.